# Эртюков, Иннокентий Илларионович
Иннокентий Илларионович Эртюков (1916—1991) — советский якутский поэт, переводчик. Заслуженный работник культуры Якутской АССР. Член Союза писателей СССР (1950). Почётный гражданин Таттинского улуса Якутии. Участник Великой Отечественной войны.

## Биография
Иннокентий Илларионович Эртюков родился 24 ноября 1916 года в Тыарасинском наслеге Таттинского района Якутии в бедной крестьянской семье. После окончания Черкёхской семилетней школы поступил на рабфак Алданского горного техникума, затем перевёлся на 2 курс учительского рабфака города Якутска.
В 1938 году Иннокентий Илларионович поступил в Якутский учительский институт при пединституте, по окончании исторического факультета которого в 1940 году был направлен в село Уолбут Олёкминского района. Здесь работал учителем, заведующим учебной частью, а затем и директором семилетней школы.
Летом 1942 года несмотря на имевшуюся бронь вызвался добровольцем на фронт. После прохождения курса подготовки младших командиров артиллерийской разведки в Челябинской области, в октябре 1942 года был отправлен на фронт. Воевал в составе Воронежского, Юго-Западного, II, III, IV Украинского, Карельского фронтов. После полученного ранения проходил лечение в госпитале Ростова-на-Дону. Вернувшись в строй, участвовал в боях за освобождение Румынии, Болгарии, Венгрии, Австрии. По окончании боевых действий служил на Западной Украине, на границе Грузии с Турцией.
Демобилизовавшись, с 1946 по 1949 годы работал в Якутском книжном издательстве, с 1949 по 1953 годы — заместитель редактора республиканской газеты «Эдэр коммунист» (в переводе с якут. — «Молодой коммунист»), с 1953 по 1958 годы — ответственный секретарь правления Союза писателей Якутии, с 1959 года — ответственный секретарь газеты «Бэлэм буол!» (с якут. — «Будь готов!»).

## Творчество
Свои первые стихи Иннокентий Илларионович начал писать ещё в школьные годы; активно печатался с 1937 года. Весной 1937 года на вечере, по-свящённом 20-летию общественно-политической деятельности П. А. Ойунского, стал победителем конкурса на лучшее стихотворение среди молодых авторов. В 1938 году издал поэму о комсомоле и гражданской войне в Якутии «Мы рождены бурей».
В 1949 году отдельным сборником под названием «Суолга» (с якут. — «В дороге») была опубликована фронтовая лирика Эртюкова. Каждое стихотворение в нём подписано датой и местом создания, что отражает тяжёлый путь поэта в годы защиты Родины.
За свою жизнь Иннокентий Илларионович опубликовал свыше 20 сборников стихов и поэм на якутском и русском языках. Некоторые из его стихов стали известными песнями.
Иннокентий Эртюков перевёл на якутский язык повесть Валентина Катаева «Сын полка», сказку Сергея Аксакова «Аленький цветочек», стихи Самуила Маршака и ряда украинских поэтов.

## Избранные публикации
На якутском языке
- Суолга : хоһооннор Архивная копия от 28 сентября 2021 на Wayback Machine. — Дьокуускай : Кинигэ изд-вота, 1949. — 64 с.
- Ыраас күннэр : хоһооннор Архивная копия от 28 сентября 2021 на Wayback Machine. — Дьокуускай : Кинигэ изд-вота, 1955. — 64 с.
- Доҕордуун көрсүһүү : хоһооннор Архивная копия от 28 сентября 2021 на Wayback Machine. — Дьокуускай : Кинигэ изд-вота, 1959. — 48 с.
- Сайсары аттыгар : хоһооннор. — Дьокуускай : Кинигэ изд-вота, 1962. — 132 с.
- Манна күн анныгар : хоһооннор. — Дьокуускай : Кинигэ изд-вота, 1964. — 80 с.
- Талыллыбыт хоһооннор Архивная копия от 28 сентября 2021 на Wayback Machine. — Дьокуускай : Кинигэ изд-вота, 1967. — 480 с.
- Саҥа дьиэҕэ : поэма [кыра саастаах оскуола оҕолоругар] / Иннокентий Эртюков. — Дьокуускай : Кинигэ изд-вота, 1969. — 20 с.
- Кыыллар : хоһооннор. — Дьокуускай : Кинигэ изд-вота, 1970. — 17 с.
- Сарсыарда оһуора : хоһооннор. — Дьокуускай : Кинигэ изд-вота, 1970. — 96 с.
- Тайҕа Сэмэнин сэһэнэ : [кыра уонна орто саастаах оҕолорго]. — Дьо-куускай : Кинигэ изд-вота, 1972. — 48 с.
- Күөрэгэйдэр ыллыыллар : хоһооннор. — Дьокуускай : Кинигэ изд-вота, 1974. — 80 с.
- Сүөһүлэр, дьиэ көтөрдөрө [кыра саастаах оҕолорго]. — Дьокуускай : Ки-нигэ изд-вота, 1975. — 16 с.
- Улахан омурҕан : хоһооннор. — Дьокуускай : Кинигэ изд-вота, 1976. — 328 с.
- Кыталыктар : хоһооннор [кыра саастаах оскуола оҕолоругар]. — Дьокуускай : Кинигэ изд-вота, 1979. — 56 с.
- Сир оҕолоро : орто уонна улахан саастаах оҕолорго хоһооннор. – Дьокуускай : Кинигэ изд-вота, 1980. — 112 с.
- Дьол тусаһата : хоһооннор. — Дьокуускай : Кинигэ изд-вота, 1986. — 264 с.
- Катаев В. П. Архивная копия от 28 сентября 2021 на Wayback Machine https://e.nlrs.ru/open/30800 Архивная копия от 28 сентября 2021 на Wayback Machine